# Línia 5 del TRAM Metropolità d'Alacant

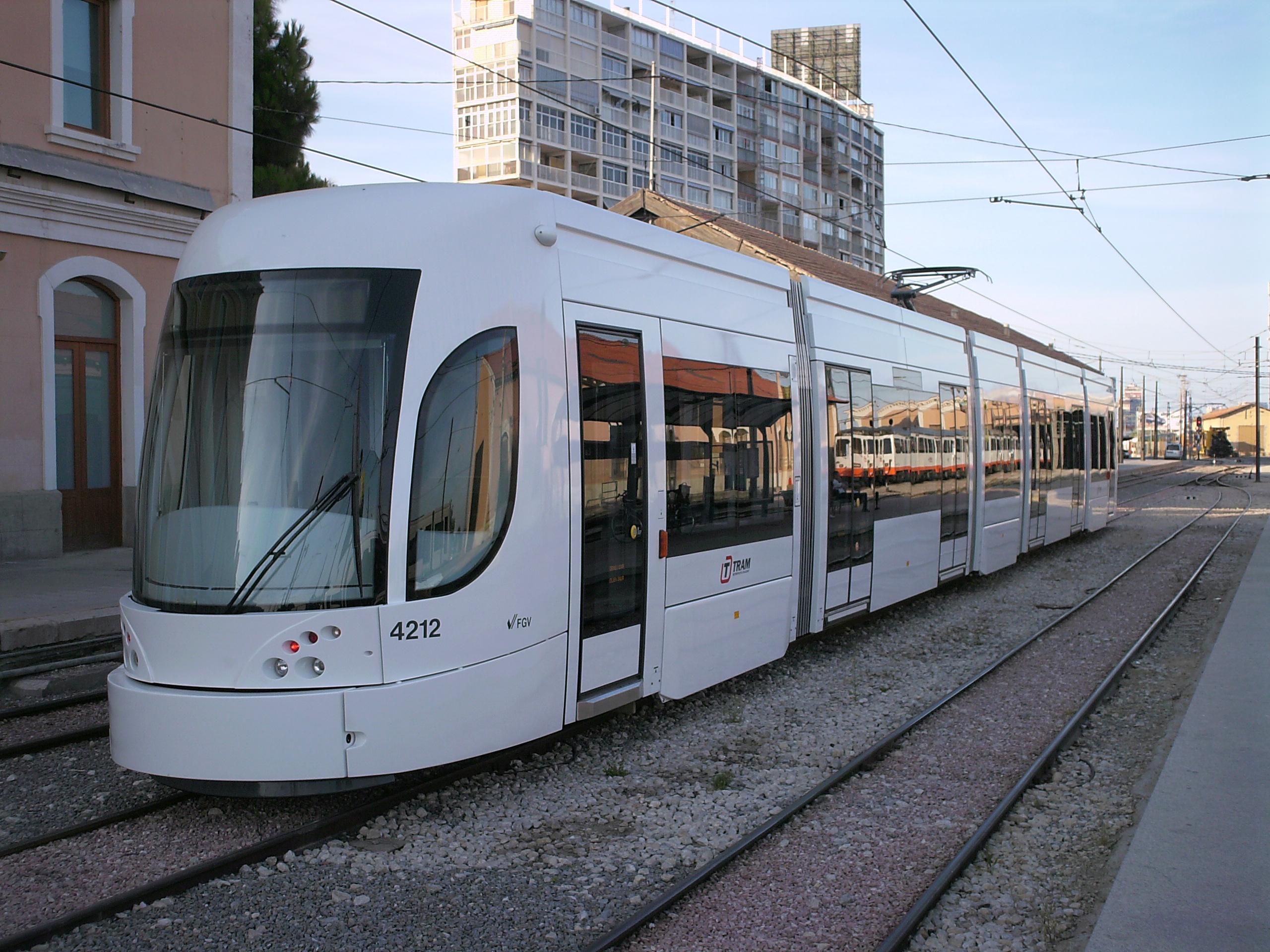
Imatge del TRAM a l'estació de l'Albufereta.

La línia 5 és una de les línies del TRAM Metropolità d'Alacant. Dona servei a la zona costanera nord de la ciutat d'Alacant. Va des de l'estació de Porta del Mar fins a la plaça de la Corunya, al barri de la Platja de Sant Joan. Es va obrir el 10 de juny de 2019.
El llistat complet de les seues estacions és el següent, des de la platja del Postiguet: Porta del Mar, la Marina, Sangueta, la Illeta (La Isleta), Albufereta, Lucentum, Miriam Blasco, Sergio Cardell, Trident, Av. Nacions, Cap de l’Horta (Cabo Huertas), Av. Benidorm, Londres, Pl. la Corunya (Pl. La Coruña), Institut (Instituto), Països Escandinaus (Países Escandinavos), Holanda.
Després d'Holanda, de tornada cap a la platja del Postiguet, la línia fa un bucle i evita totes les parades fins a Av. Nacions. Per tant, aquesta última i les anteriors –Porta del Mar, la Marina, Sangueta, la Illeta, Albufereta, Lucentum, Miriam Blasco, Sergio Cardell, Trident– són parades tant en l'anada com en la tornada, mentre que Cap de l'Horta i les següents –set, en total– són parades només en l'anada.
Totes les parades són compartides amb la línia 4 excepte les dues inicials: Porta del Mar i la Marina. De fet, el propòsit de la línia 5 és doblar la freqüència del servei entre les platges del Postiguet i la de Sant Joan i, per tant, als barris d'aquesta zona del litoral.
A més, comparteix les parades de Sangueta, la Illeta i Lucentum amb les línies 1 i 3, i la parada d'Albufereta, amb la línia 3.
És l'única línia de la xarxa que no té el seu origen al centre estricte de la ciutat d'Alacant, juntament amb la línia 9, que parteix de Benidorm.